# Huang Hua
Huang Hua (kinesisk:黄华; pinyin: Huang Hua, født 25. januar 1913, død 24. november 2010) var udenrigsminister i Kina fra 1976 til 1982.